# Référendum roumain de 1866
Le référendum roumain de 1866 concernant l'élection de Charles de Hohenzollern-Sigmaringen comme prince souverain s'est tenu en Roumanie le 20 avril 1866. La proposition ayant été approuvée par 99.97% des votes exprimés, le prince est devenu Domnitor des principautés moldo-valaques sous le nom de Carol Ier le 22 mai 1866. Il est ensuite devenu roi de Roumanie en 1881.

## Résultats
| Choix                       | Votes   | %     |
| --------------------------- | ------- | ----- |
| Pour                        | 685,969 | 99.97 |
| Contre                      | 224     | 0.03  |
| Votes blancs et non valides |         | –     |
| Total                       | 686,193 | 100   |
| Électeurs inscrits/votants  | 811,030 | 84.60 |
| Source: Direct Democracy    |         |       |

| 99.97% |
| Oui    |